# Wahlkreis Chemnitz, Land II – Stollberg II
Der Wahlkreis Chemnitz, Land II – Stollberg II war ein Landtagswahlkreis zur Landtagswahl in Sachsen 1990, der ersten Landtagswahl nach der Wiedergründung des Landes Sachsen. Er hatte die Wahlkreisnummer 64.
Der Wahlkreis umfasste Teile der Landkreise Chemnitz-Land und Stollberg: Adorf/Erzgeb., Auerbach, Burkhardtsdorf, Dittersdorf, Einsiedel, Euba, Gornsdorf, Grüna, Hormersdorf, Jahnsdorf, Kemtau, Klaffenbach, Kleinolbersdorf-Altenhain, Meinersdorf, Mittelbach, Neukirchen/Erzgeb., und Thalheim/Erzgeb.
Für die Landtagswahlen 1994 wurde auch infolge der Kreisreform die Wahlkreisstruktur verändert, zudem wurde die Zahl der Wahlkreise von 80 auf 60 verringert. Das Gebiet des Wahlkreises Chemnitz, Land II – Stollberg II wurde 1994 auf 2 Wahlkreise aufgeteilt. Während fast das gesamte Gebiet des Wahlkreises im Wahlkreis Stollberg aufging, wechselte die Gemeinde Mittelbach in den Wahlkreis Chemnitzer Land 2. Die bis dahin eigenständige Gemeinde Euba wurde zu Jahresbeginn 1994 nach Chemnitz eingemeindet und gehört damit nun zu einem der vier Wahlkreise der Stadt Chemnitz.

## Ergebnisse
Die Landtagswahl 1990 fand am 14. Oktober 1990 statt und hatte folgendes Ergebnis für den Wahlkreis Chemnitz, Land II – Stollberg II:
| Direktkandidat | Partei (Kürzel) | Erststimmen (%) | Zweitstimmen (%) |
| -------------- | --------------- | --------------- | ---------------- |
|                | DA              | -               | 00,5             |
| Bernd Klaußner | CDU             | 53,8            | 58,6             |
|                | Chr. L          | -               | 01,1             |
|                | DBU             | 00,7            | 00,4             |
|                | DSU             | 20,4            | 06,3             |
|                | F.D.P.          | 08,9            | 06,0             |
|                | LL-PDS          | 08,5            | 06,6             |
|                | NPD             | -               | 00,8             |
|                | FORUM           | 07,7            | 03,3             |
|                | RAP             | -               | 00,1             |
|                | SHB             | -               | 00,1             |
|                | SPD             | -               | 16,3             |

Es waren 38.382 Personen wahlberechtigt. Die Wahlbeteiligung lag bei 82,6 %. Von den abgegebenen Stimmen waren 2,2 % ungültig. Als Direktkandidat wurde Bernd Klaußner (CDU) gewählt. Er erreichte 53,8 % aller gültigen Stimmen.